# Turbogetriebe (Voith)
Turbogetriebe sind hydrodynamische Mehrkreislaufgetriebe für Schienenfahrzeuge mit Antrieb durch Verbrennungsmotoren. Das erste Turbogetriebe wurde 1932 von Voith in Heidenheim an der Brenz entwickelt. Seitdem wurden die Turbogetriebe den stetig wachsenden Anforderungen der Dieseltraktion angepasst und nehmen heute nach der dominierenden elektrischen Leistungsübertragung weltweit die wichtigste Stellung ein. 
Bei Turbogetrieben erfolgt die Umsetzung der Motorleistung in Radleistung hydrodynamisch über Drehmomentwandler und Turbokupplung mittels kinetischer oder dynamischer Energie einer Flüssigkeitsmasse. Diese wird in Schaufelkanälen umgelenkt bei hohen Strömungsgeschwindigkeiten und niedrigem Druck. Sie unterscheiden sich damit von den hydrostatischen Getrieben, bei denen die Energieumsetzung ebenfalls über eine Flüssigkeit, aber bei hohem statischen Druck und niedrigen Strömungsgeschwindigkeiten nach dem Verdrängerprinzip erfolgt.

## Prinzip
Turbogetriebe sind hydrodynamische Mehrkreislaufgetriebe, bei denen die Leistung im gesamten Betriebsbereich hydrodynamisch nach dem Föttingerprinzip übertragen wird. Drehmomentwandler, Turbokupplungen und wahlweise auch hydrodynamische Bremsen werden zu Mehrkreislaufgetrieben kombiniert. Allen gemeinsam ist ihre Verwendung in Schienenfahrzeugen mit Antrieb Dieselmotoren. 

## Geschichte
Das erste Turbogetriebe von 1932 war sehr einfach aufgebaut. Es enthielt einen Drehmomentwandler für den Anfahrbereich und eine Turbokupplung für den Betriebsbereich, die auf einer gemeinsamen Läuferwelle angeordnet waren. Wichtigstes Merkmal des neuen Turbogetriebes war das von den Föttinger-Schiffsgetrieben übernommene Prinzip des Füllens und Entleerens der hydrodynamischen Kreisläufe. Es bot verschleißfreies Anfahren, verschleißfreien Gangwechsel ohne Zugkraftunterbrechung, Freilaufwirkung durch Entleeren der Kreisläufe sowie einen hohen Wirkungsgrad durch die Turbokupplung im Betriebsbereich.
Im Unterschied zu Föttinger verwendete Voith bei den Turbogetrieben von Anfang an dünnflüssiges Mineralöl als Betriebsflüssigkeit anstelle von Wasser. In den dreißiger Jahren wurden zahlreiche Verbesserungen am Turbogetriebe vorgenommen:
Einbau des Hochgangs, kompakte Bauweise und Anpassungsfähigkeit an verschiedene Motoren, automatische Gangschaltung und Wärmeabfuhr über Wärmeübertrager.
Anfang der 1960er Jahre kam die hydrodynamische Bremse als dritter Kreislauftyp zu Wandler und Kupplung hinzu. Alle im Laufe der Jahrzehnte vorgenommenen konstruktiven Verbesserungen hatten zum Ziel, bei gleichem Bauaufwand die zulässige Übertragungsleistung zu steigern ohne die hohe Zuverlässigkeit der Getriebe zu gefährden.

## Getriebe mit zwei Kreisläufen für Triebwagen
Für den unteren Leistungsbereich der Dieseltriebwagen von 200 bis 300 PS wurde als Alternative zu den hydromechanischen Busgetrieben 1969 ein kleines Turbogetriebe T 211 r entwickelt. Wie das erste Turbogetriebe hat es die Läuferkombination Wandler-Kupplung, allerdings mit Hochgang und deutlich verbessertem Wirkungsgrad im Wandlerbereich. Es enthält außerdem noch den Wendeteil und kann bei Bedarf mit einer hydrodynamischen Bremse ausgerüstet werden. Die Kreislaufdurchmesser sind mit 346 mm für den Wandler und 305 mm für die Kupplung nur wenig größer. Die Läuferdrehzahl liegt mit 4 170 min-1 durch den Hochgang deutlich höher. Welche Reserven im hydrodynamischen Teil des T 211 r stecken, zeigen die seit dieser Zeit vorgenommenen Verstärkungen und Verbesserungen. Sie betreffen ausschließlich den mechanischen Teil (Zahnräder, Lagerung und Wellen) und die Getriebesteuerung. Dagegen blieben die Profildurchmesser von Wandler, Kupplung und Bremse unverändert. Die Umfangsgeschwindigkeiten der Kreisläufe stiegen entsprechend der Erhöhung der zulässigen Getriebeeingangsleistung von 205 kW auf 350 kW an. Die Läuferdrehzahl erreicht bei 350 kW knapp 5000 min-1, die Umfangsgeschwindigkeit bei Höchstgeschwindigkeit des Fahrzeuges (entleerter Wandler!) der frei rotierenden Wandlerturbine am Austritt 74 m/s. Um eine ausreichende Wärmeabfuhr aus dem Wandler auch bei 350 kW sicherzustellen, wurde die Füllpumpe verstärkt. Sie fördert bei dieser Leistung 3,5 l/s Öl durch den Wärmeübertrager bei Traktionsbetrieb, 9 l/s sind es im kurzgeschlossenen Kreislauf bei Bremsbetrieb. Der Bremsrotor wirkt dann gleichzeitig als Umwälzpumpe. Äußerlich sichtbare Änderungen gegenüber dem Vorgängertyp T 211 re.3 mit 320 kW maximaler Eingangsleistung ist die am Getriebe direkt angebaute elektronische Steuereinheit und der vergrößerte Entlüftungsfilter.

## Getriebe mit drei Kreisläufen für Triebwagen
Für die neuen Schnelltriebzüge mit Neigetechnik VT 611/612 der Deutschen Bahn wird 1995 ein ganz neu konzipiertes Getriebe der Bauart Wandler-Kupplung-Kupplung mit integrierter hydrodynamischer Bremse T 312 bre für 650 kW Leistung entwickelt. Um eine kurze Baulänge zu erreichen, werden zwei Läufer über ein Hochgangstrio ähnlich wie bei den Turbowendegetrieben angetrieben. Die elektronische Getriebesteuerung  ist am Getriebe angebaut. Die beiden Wendeschaltzylinder werden hydraulisch betätigt, so dass die Notwendigkeit entfällt, Steuerdruckluft für das Getriebe bereitzustellen. Nach dem gleichen Konzept folgte fünf Jahre später das T 212 bre für 460 kW, das im Gegensatz zum größeren Getriebe direkt an den Motor angeflanscht werden kann. Das ermöglicht ein kurz bauendes Motor-Getriebe-Aggregat für den Unterflureinbau in Schnelltriebwagen bis 200 km/h Höchstgeschwindigkeit. Vom T 211 r übernahm es die Größe der Kreisläufe. Das T 212 br bietet den Vorteil, dass ab 50 % der Höchstgeschwindigkeit in wirkungsgradgünstigen Kupplungsbereichen gefahren werden kann. Das ist insbesondere für im schnellen Regionalverkehr eingesetzte Dieseltriebzüge ein großer Vorteil, der bei gleicher Betriebsleistung zu geringerem Kraftstoffverbrauch führt.

## Zweiwandlergetriebe für Lokomotiven
Für leistungsstarke Streckenlokomotiven wird 1999 ein neues Zweiwandlergetriebe L 620 reU2 mit einem Anfahrwandler von 525 mm und einem Marschwandler von 434 mm Profildurchmesser konstruiert, das sich im Konzept an das bewährte L 520 rzU2 für 1 400 kW Leistung anlehnt. Entsprechend der höheren Eingangsleistung von 2 700 kW müssen alle Teile des Getriebes vergrößert und verstärkt  werden. Beim Nachschaltgetriebe werden auf der Vorgelegewelle zwei Zahnräder angeordnet statt des Zwischenrades beim L 520 rzU2. Das Abtriebsdrehzahlniveau kann dadurch über das Abtriebszahnradpaar den jeweiligen Erfordernissen der Lokomotive angepasst werden. Die Abtriebswelle erhält eine große Lagerbasis von 550 mm. Insgesamt zeigt das neue Großgetriebe, welche enorme Leistungskonzentration die hydrodynamische Leistungsübertragung bietet. Mit einem Leistungsgewicht von 2,06 kg/kW besitzt das neue L 620 reU2 einen bisher noch nicht erreichten Wert bei Lokomotivgetrieben. Das vergleichbare L 520 rzU2 weist ein Leistungsgewicht von 2,4 kg/kW auf. Die wahlweise anbaubare hydrodynamische Bremse KB 385 wird neu für dieses Getriebe entwickelt. Der Kieler Lokomotivhersteller Vossloh baut diese Getriebe in seine großen B‘B‘-Streckenlokomotiven G1700 und G2000 ein. Das Turbosplitgetriebe LS 640 reU2 besitzt zwei Läufer des L 620 reU2 für den getrennten Antrieb der beiden Drehgestelle einer sechsachsigen Diesellokomotive und wird erstmals in die Lokomotive Voith Maxima mit 3 600 kW Motorleistung eingebaut.

## Leistungsauslegung Wahl des Turbogetriebes
Die zu installierende Motorleistung und die Wahl des geeigneten Getriebes werden vom Betriebsprogramm des Schienenfahrzeuges bestimmt. Das sind die Einsatzbedingungen mit Anhängelasten bei Diesellokomotiven und Sitzplatzkapazität bei Dieseltriebwagen, die Topographie der zu befahrenden Strecken und vor allem bei außereuropäischen Einsätzen die klimatischen Bedingungen. Diese Kriterien sind in den technischen Ausschreibungsbedingungen enthalten und bestimmen die Punkte: 
1. Höchstgeschwindigkeit
2. Beschleunigung des Fahrzeugverbandes im Anfahrbereich unter Berücksichtigung des Reibungsgewichtes der angetriebenen Radsätze.
3. Bei Einsatz von Dieseltriebzügen im Vorortverkehr sind mit Rücksicht auf den dominierenden Betrieb elektrischer Triebzüge bestimmte Beschleunigungswerte einzuhalten, um Staus auf der Strecke zu vermeiden.
4. Die Einhaltung bestimmter Mindestgeschwindigkeiten auf längeren Steigungsstrecken.
5. Dynamisches Bremsen, insbesondere bei hohen Fahrgeschwindigkeiten, aber auch beim Befahren längerer Gefällestrecken ist der Einsatz einer dynamischen Bremse wirtschaftlich bzw. erforderlich.

Höchstgeschwindigkeit, Fahrzeugmasse, Beschleunigung und Steigungsstrecken bestimmen die zu installierende Motorleistung. Hinzu kommt noch der Leistungsbedarf für die Hilfsbetriebe, also Klimaanlage, Kühlanlage, Bremskompressor und bei Lokomotiven eventuell eine zentrale Energieversorgung für die Klimatisierung und Heizung der Reisezugwagen. Damit kann der Dieselmotor gewählt werden, bei Lokomotiven große V-Motoren, bei Triebwagen liegende 6-Zylinder-Unterflurmotoren  oder aus dem Nutzfahrzeugbereich stammende kompakt bauende 12-Zylinder-V-Motoren. Unterflurgetriebe kombiniert mit dem Motor als Powerpack mit niedriger Einbauhöhe sind für moderne Dieseltriebwagen die bevorzugte Lösung.

## Die Weiterentwicklung des hydrodynamischen Drehmomentwandlers
Bei den Turbogetrieben bildet der Drehmomentwandler das Herzstück, das im Laufe der Jahrzehnte den Traktionsforderungen der Dieseltriebfahrzeuge angepasst wurde. Das Ziel der Entwicklungsarbeiten ist nicht nur ein möglichst guter Wirkungsgrad, sondern hohe Anfahrwandlung ohne Einbußen in der Völligkeit bei den Anfahrwandlern und eine möglichst konstante Leistungsaufnahme bei den Marschwandlern. Von den vielen Wandlerbauarten hatte sich der einstufige Wandler mit zentrifugal durchströmter Turbine als am besten geeignet erwiesen. Er ist einfach im Aufbau und durch die hohe Ringfestigkeit seiner Radialturbine sehr gut für hohe Drehzahlen geeignet. Er wurde zum Standardwandler der Voith Turbogetriebe.
Anfang der siebziger Jahre ermöglichte die Wandlerentwicklung die geforderte Zugkraftcharakteristik – bis auf die Höhe der Anfahrzugkraft – mit einem Zweiwandlergetriebe anstelle der bisherigen Dreiwandlergetriebe zu erreichen. Auch heute ist die Wandlerentwicklung nicht abgeschlossen, obwohl sie einen hohen Stand erreicht hat. Numerische Strömungssimulationen (Computational Fluid Dynamics – CFD) erlauben einen Einblick in das gesamte Strömungsfeld auch an messtechnisch schwer zugänglichen Stellen der rotierenden Schaufelräder. Der ölgefüllte Strömungsraum wird dazu am Computer als feines Rechengitter modelliert. Für jeden Gitterknoten werden anschließend die Strömungsgrößen Geschwindigkeit, Druck usw. berechnet. In einer nachfolgenden Analyse wird die Kreislaufströmung – etwa durch eine dreidimensionale Stromliniendarstellung – sichtbar gemacht. Wirkungsgradmindernde Mechanismen wie Wirbel, Strömungsablösungen an Oberflächen und Fehlanströmungen der Schaufelkränze lassen sich so exakt lokalisieren. Neben der Visualisierung dieser Effekte ist auch eine Bilanzierung der damit verbundenen Verlustleistungen möglich. 
Somit entsteht ein Zusammenhang zwischen Veränderungen im Strömungsfeld und einer Änderung des Wirkungsgrads, aus dem sich Verbesserungsmöglichkeiten ableiten lassen. Die errechneten Kenngrößen stimmen über einen weiten Betriebsbereich sehr gut mit den Messwerten überein, Abweichungen ergeben sich aus Zeit sparenden Vereinfachungen in  der Simulation. Optimierungen an bestehenden Aggregaten sowie die Entwicklung neuer Wandlertypen können damit rein virtuell am Computer erfolgen. Der Prototypenbau und die Verifikation der Ergebnisse im Experiment stehen am Ende des Entwicklungsprozesses.